# 渠洋镇
渠洋镇，是中华人民共和国广西壮族自治区百色市靖西市下辖的一个乡镇级行政单位。

## 行政区划
渠洋镇下辖以下地区：
渠洋村、东风村、由利村、新和村、渠雷村、新力村、凌和村、怀书村、古桥村、安隆村、雅力村、岜蒙村、同源村、塘麻村、龙岗村、坡乐村、化城村、古柑村、怀渠村、珍邦村、新邦村和足要村。